# 東福島車站
東福島車站（日语：／ Higashi-fukushima eki */?）是一由東日本旅客鐵道（JR東日本）與日本貨物鐵道（JR貨物）所共用的鐵路車站，位於日本福島縣福島市，其中JR東日本所屬的客運站區位於宮代字段之腰（段ノ腰）20番地，JR貨物所屬的貨運站區責位於客運站南側的北史野目字田中22番地。東福島是東北本線沿線的車站之一，在客運業務方面，是一個由JR東日本委託子公司東北綜合服務（東北総合サービス）經營的業務委託車站，實際站務管理單位為福島車站，也是仙台分社下轄的車站之一。
除了客運業務外，JR貨物在東福島設有貨運站，並在1998年之前都一直有自東福島起訖的貨運列車在運行，但1998年貨運列車停駛之後，貨物的運輸開始改由一般公路貨運替代。2006年，JR貨物在東福島站區內設立了東福島線外貨運站（東福島オフレールステーション，或常縮寫為「東福島ORS」），每日有三班貨車往返於東福島與郡山貨物總站（郡山貨物ターミナル駅）之間。
東福島車站在1923年初設時，原名「瀨上」，直到1978年時才改名為目前的「東福島」之站名。

## 車站結構
島式月台1面2線的地面車站。

### 月台配置
| 月台 | 路線      | 方向 | 目的地   |
| ---- | --------- | ---- | -------- |
| 1    | ■東北本線 | 上行 | 福島方向 |
| 2    | ■東北本線 | 下行 | 仙台方向 |

## 相鄰車站
東日本旅客鐵道
■東北本線
□快速「仙台城市快速」、■普通
福島 －（矢野目信號場）－東福島－伊達

## 外部連結
- （日語）東福島車站（JR東日本） （页面存档备份，存于）